# Skånska Kiselgur AB
Skånska Kiselgur AB var ett svenskt företag som bedrev tillverkning av kiselgur i Östra Genastorp i Osby kommun. Det ägdes från någon gång under 1950-talet av Axel Hedberg (1909–2001), som också drev Hedbergs Verkstäder i Osby.
I Osby socken finns kiselgur hela vägen utmed Helge å och även i bland annat Skeinge och Pjätteryd. Öster om Genastorps kvarn finns Sveriges största fyndighet av kiselgur och där byggdes under 1893 en kiselgurfabrik. Den låg vid Helge å någon kilometer nedströms Strömsborgs ullspinneri.
För att rena kiselguren till kiseldioxid, upphettas den till cirka 1200°, då den smälter som en glasmassa, sintrar, och bildar hårda klumpar. Dessa krossas till ett fint pulver. 
År 1893 bildades Svenska Kiselgur AB för utvinningen och bearbetningen av kiselgur i Östra Genastorp. Efter konkurs 1899 drevs verksamheten av AB Kiselgur i Stockholm, som efter två år 1901 också gick i konkurs. Driften återupptogs av det 1907 bildade AB Skånska Kiselgur, vilket lyckades få god ekonomi i verksamheten. 
Företaget hade två fabrikshus med tillhörande maskiner, sex torklador, två magasin och två materialbodar.
Axel Hedberg övertog fabriken, eventuellt 1958, då han byggde en ny fabrik med en modern roterugn och en automatisk kross- och förpackningsmaskin, efter det att den gamla brunnit ner. Roterugnen var tillverkad vid Hedbergs Verkstäder. Fabriken drevs med femton anställda under sommarsäsongen, då kiselguren grävdes upp, och två vintertid. Produktionen var omkring 1 000 ton kiselgur om året. Axel Hedberg drev kiselgurfabriken i Östra Genastorp till 1982, då den lades ned som den sista av sitt slag i Sverige.